# 孛兒速
孛儿速（Borsu，?—?），元朝将领，脱脱忒部（塔塔儿）人。
孛儿速为忽必烈宿卫。随从忽必烈征伐大理国。忽必烈駐蹕山丘，見河北岸有人駕舟而來，对手下说：「是賊人，怎么办？」孛兒速回答：「臣請抵挡。」于是解衣渡水，揮戈刺死船尾二人，把船靠岸，船中之人倉惶失措，忽必烈命人全部擒获。平定大理，以功論賞。其子荅荅呵兒，官至宿衛陞武德將軍、揭只揭烈溫千戶所達魯花赤，懷遠大將軍、元帥。

## 延伸阅读
[在维基数据编辑]
 《元史/卷135》，出自宋濂《元史》